# (7720) Lepaute
(7720) Lepaute (4559 P-L) – planetoida z pasa głównego asteroid okrążająca Słońce w ciągu 5,85 lat w średniej odległości 3,24 j.a. Odkryta 26 września 1960 roku.